# أليكس ميلور
أليكس ميلور (22 يوليو 1991 في المملكة المتحدة - ) (بالإنجليزية: Alex Mellor)‏ هو لاعب كريكت بريطاني. لعب مع نادي مقاطعة ديربيشاير للكريكت ‏ ونادي وارويكشاير للكريكيت ‏.

## وصلات خارجية
- أليكس ميلور على موقع إي آس بي آن كريك إنفو (الإنجليزية)